# Sheffield Shield 2020/21
Der Sheffield Shield 2020/21 war die 128. Saison des nationalen First-Class-Cricket-Wettbewerbes in Australien der vom 10. Oktober 2020 bis zum 19. April 2021 ausgetragen wurde. Im Finale konnte sich Queensland mit einem innigns und 33 Runs gegen New South Wales durchsetzen.

## Format
Die Mannschaften spielen in einer Division gegen jede andere jeweils zwei Spiele. Für einen Sieg erhält ein Team zunächst 6 Punkte, für ein Unentschieden (beide Mannschaften erzielen die gleiche Anzahl an Runs) 3 Punkte. Wird kein Ergebnis erreicht und das Spiel endet Remis bekommen beide Mannschaften 1 Punkt. Zusätzlich besteht die Möglichkeit in den ersten 100 Over des ersten Innings Bonuspunkte zu sammeln. Dabei werden pro Run die mehr als 200 Runs erzielt werden 0.01 Batting-Bonuspunkte verteilt, jeweils 0.5 Bowling-Bonuspunkte gibt es für das Erreichen des 5, 7, 9 Wickets. Des Weiteren ist es möglich das Mannschaften Punkte abgezogen bekommen, wenn sie beispielsweise zu langsam spielen oder der Platz nicht ordnungsgemäß hergerichtet ist. Am Ende der Saison wird ein Finale der besten beiden Mannschaften ausgetragen, dessen Sieger der Gewinner des Sheffield Shields ist.

## Resultate
Tabelle
| Teams             | Sp. | S | N | U | R | NR | Bat   | Punkte |
| ----------------- | --- | - | - | - | - | -- | ----- | ------ |
| Queensland        | 8   | 3 | 1 | 0 | 3 | 1  | 11.17 | 33.17  |
| New South Wales   | 8   | 3 | 2 | 0 | 3 | 0  | 10.51 | 31.51  |
| Western Australia | 8   | 2 | 1 | 0 | 5 | 0  | 11.37 | 28.37  |
| Tasmanien         | 8   | 2 | 3 | 0 | 3 | 0  | 13.11 | 28.11  |
| Victoria          | 8   | 1 | 1 | 0 | 6 | 0  | 9.76  | 21.76  |
| South Australia   | 8   | 0 | 3 | 0 | 4 | 1  | 7.82  | 12.82  |

### Finale
| 15. – 19. April Scorecard | Brisbane | New South Wales 143 (62.2) & 213 (82.1)          | – | Queensland 389 (149.3) |
|                           |          | Queensland gewinnt mit einem Innings und 33 Runs |   |                        |